# アブドゥルアズィーズ・アッ＝ランティースィー
アブドゥルアズィーズ・アッ＝ランティースィー（アラビア語: عبدالعزيز الرنتيسي, ラテン文字転写: Abd al-Azīz al-Rantīsī, 1947年10月23日 - 2004年4月17日）は、パレスチナのイスラム主義組織ハマースの幹部、指導者。
ハマースの軍事部門と政治部門のうち、政治のリーダーであり、創設者アフマド・ヤースィーン殺害後の後継指導者であった。イスラエルに対して同国が国家として存続することを一切承認しない強硬派の中心人物として知られる。日本語では「ランティーシー」とも表記し、報道等では「アブド・アルアジズ・ランティシ」と呼ばれることが多い。

## 略歴
パレスチナのイブナで生まれ、生後間もない1948年に家族にともなわれてイスラエルの占領を免れたガザ地区に難民として移住した。エジプトのアレクサンドリア大学で医学を学ぶかたわらムスリム同胞団に参加し始め、医師の資格を取得した後の1976年にイスラエル占領下のガザに帰った。
1987年にイスラエル軍車両の起こした交通事故で4人のパレスチナ人が死亡したのをきっかけにインティファーダが興ると、ランティースィーはヤースィーンらとともにのちにハマースへと発展する組織を結成した。前後して数度の逮捕・拘禁と解放を繰り返し、1992年に南レバノンに追放され、1993年に帰国すると再びイスラエル当局に拘禁された。
解放後、イスラエルとの妥協をはかるヤーセル・アラファートらパレスチナ自治政府を厳しく批判したことから、1990年代後半に自治政府によって数度の逮捕と釈放を繰り返した。この間、ランティースィーは常にヤースィーンを支える最高幹部として組織を支える一方、ハマースのスポークスマンとしてイスラエルとの妥協を拒否する発言を行ってきた。特に2000年に始まるアル＝アクサー・インティファーダと呼ばれる大規模なパレスチナ人の抵抗運動において、彼のイスラエルに対する攻撃宣言がハマース過激派戦闘部門のイスラエルに対するテロ攻撃を喚起しているとみられていた。
ランティースィーは2003年6月10日、イスラエル軍がテロリストの排除を名目として行っているハマースら反イスラエル組織に対する暗殺作戦の標的となり、搭乗する自動車がイスラエル軍ヘリコプターの攻撃を受けたが、多くの死傷者を出した攻撃であったにもかかわらず彼自身は軽症で済んだ。
2004年3月22日、ヤースィーンが同じヘリコプターによる暗殺作戦によって殺害されると、ランティースィーは即日アリエル・シャロン首相を報復の標的とする全面戦争突入を宣言、翌3月23日にハマースの指導者に自ら就任した。
最高指導者就任から1か月に満たない4月17日、乗用車で移動中再びイスラエル軍のヘリコプターによる攻撃を受け、重傷を負って病院に運ばれたが死亡した。